# جيمي كوكر
جيمي كوكر (بالإنجليزية: Jimmie Coker)‏ هو لاعب كرة قاعدة أمريكي، ولد في 28 مارس 1936 في هولي هيل في الولايات المتحدة، وتوفي في 29 أكتوبر 1991 في ثروكمورتون في الولايات المتحدة.

## وصلات خارجية
- جيمي كوكر على موقع دوري كرة القاعدة الرئيسي (الإنجليزية)
- جيمي كوكر على موقعبيزبول رفرنس.كوم (الدوري الرئيسي) (الإنجليزية)
- جيمي كوكر على موقعبيزبول رفرنس.كوم (الدوري الثانوي) (الإنجليزية)
- جيمي كوكر على موقع إي إس بي إن.كوم (أم.أل.بي) (الإنجليزية)
- جيمي كوكر على موقع مشجعي الرسوم البيانية (الإنجليزية)